# Walter Leonhard
Walter Leonhard (* 28. Dezember 1912 in Zweibrücken; † 14. Februar 1988 in München) war ein deutscher Heraldiker und Gebrauchsgrafiker in München.

## Leben
Nach beendeter Lithographenlehre machte er eine künstlerische Ausbildung in der Meisterschule in Kaiserslautern. Der promovierte Jurist war Oberarchivrat, Heraldiker und Diplomatiker in München.
In der Zeit von 1976 bis 1988 war er Mitglied im Herold.

## Werke
- Das große Buch der Wappenkunst. Entwicklung – Elemente – Bildmotive – Gestaltung. Bechtermünz, Augsburg 2001, ISBN 3-8289-0768-7.
- Schöne alte Wirtshausschilder: Zeichen guter Gastlichkeit. GeraNova Bruckmann Verlagshaus GmbH, München 1977, ISBN 978-3-76541-494-7.